# Nannowithius buettikeri
Nannowithius buettikeri es una especie de arácnido del orden Pseudoscorpionida de la familia Withiidae.

## Distribución geográfica
Se encuentra en Arabia Saudita.